# Rueil-Malmaison
Rueil-Malmaison település Franciaországban, Hauts-de-Seine megyében. Lakosainak száma 80 842 fő (2022. január 1.). Rueil-Malmaison Vaucresson, La Celle-Saint-Cloud, Bougival, Croissy-sur-Seine, Chatou, Nanterre, Suresnes, Saint-Cloud és Garches községekkel határos.

## Fekvése
A Párizsból kivezető 13. számú út mellett fekvő település.

## Története

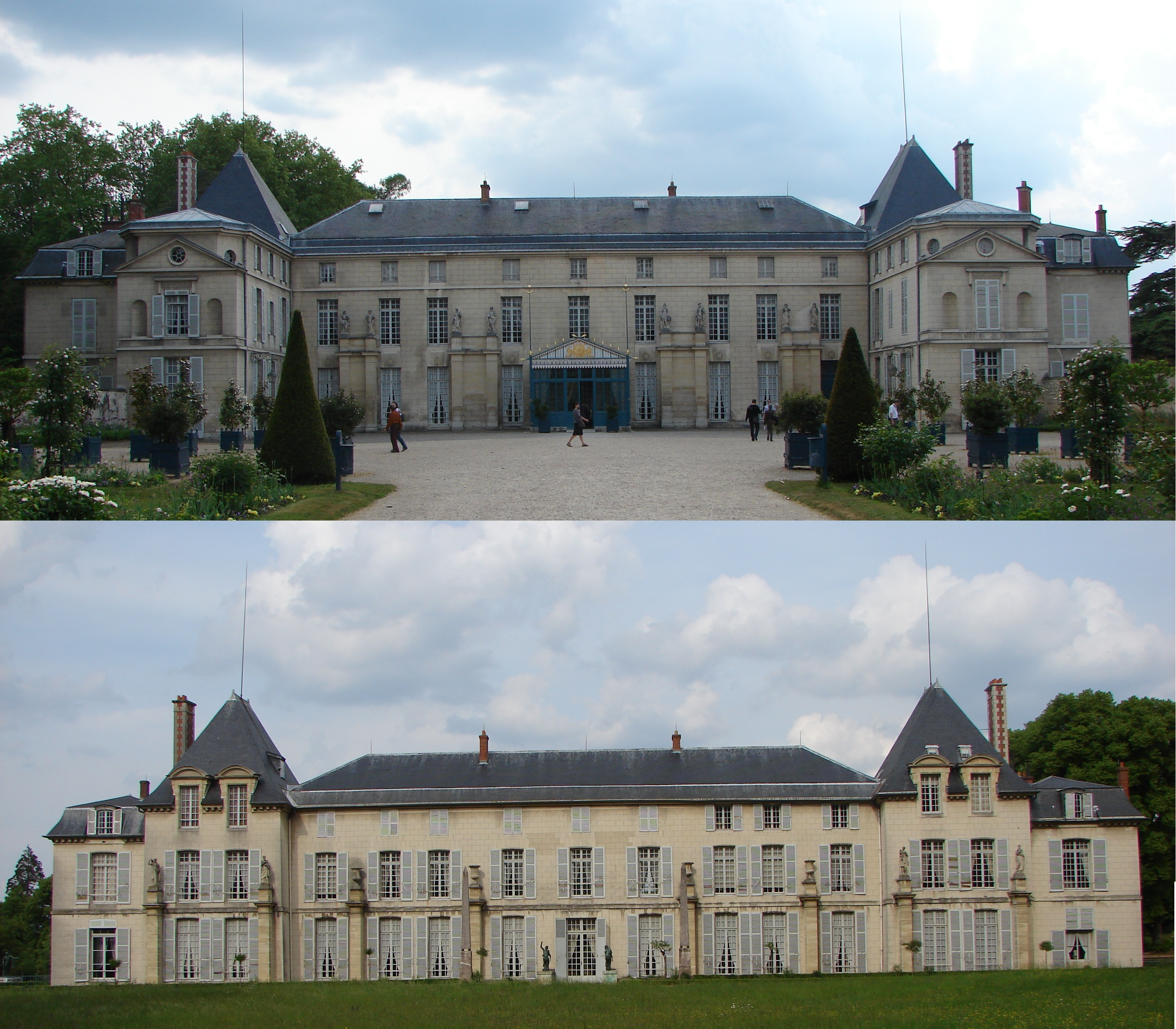

Malmaison nevében a Mal szócska utal a hely középkori rossz hírére, itt ez idő tájt talán lepratelep lehetett.
A hely csak a 18. század végén lett egy bankár birtoka és kastélya a párizsi széplelkek találkozóhelye.
Bonaparte tábornok felesége, Joséphine  1799-ben megvásárolta a kastélyt, melyet széppé varázsoltatott, köréje pedig parkot terveztetett, s hétvégéit egy idő után az első konzul is itt töltötte, még tanácstermet is rendeztek be itt számára. Miután a császár elvált Josephinetől, a volt császárné ide vonult vissza és itt is halt meg.

## Nevezetességek
- Palais National de Malmaison Múzeum (Malmaison-kastély, Pierre François Léonard Fontaine és Charles Percier építészek terve)

## Galéria

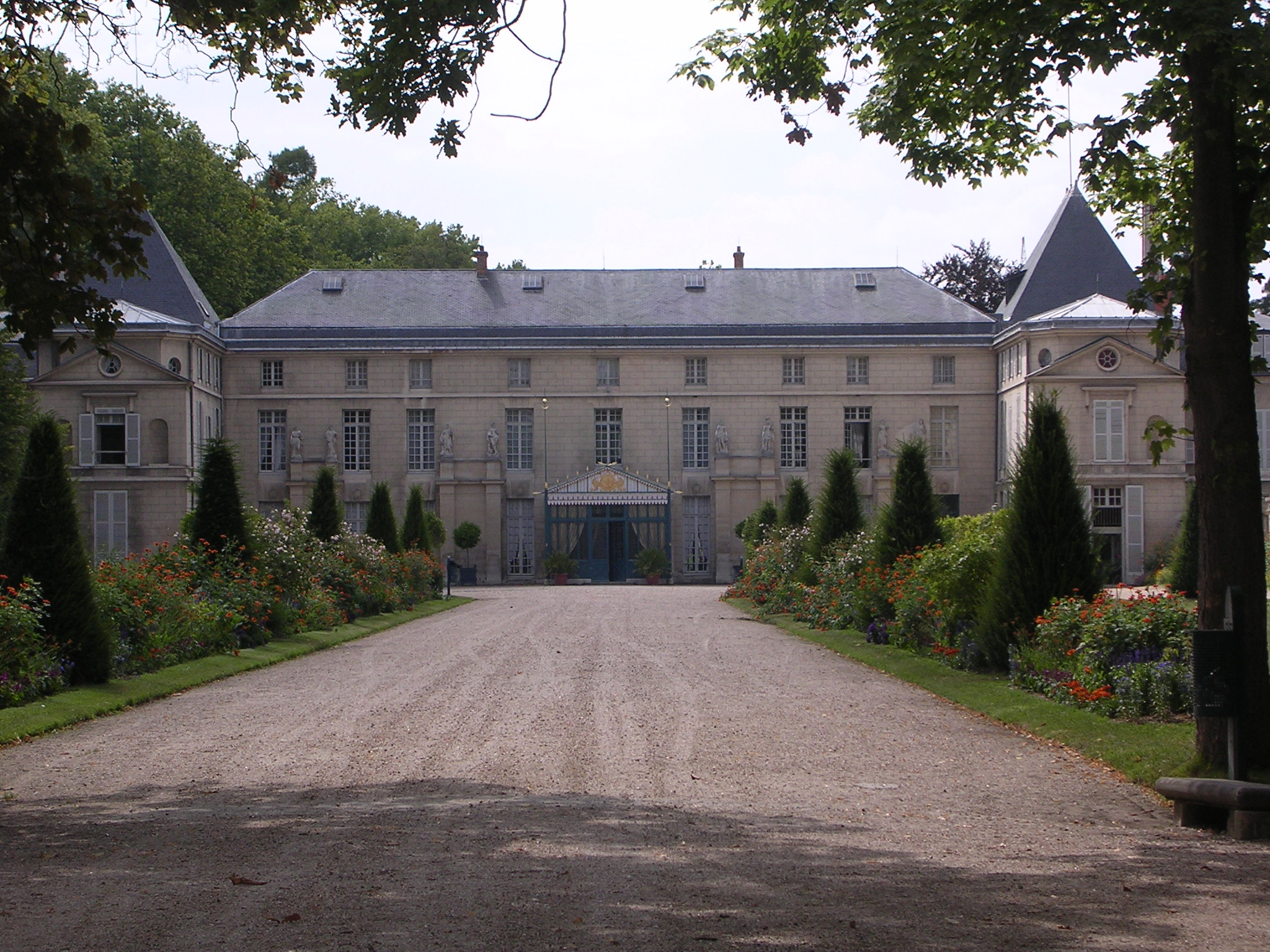
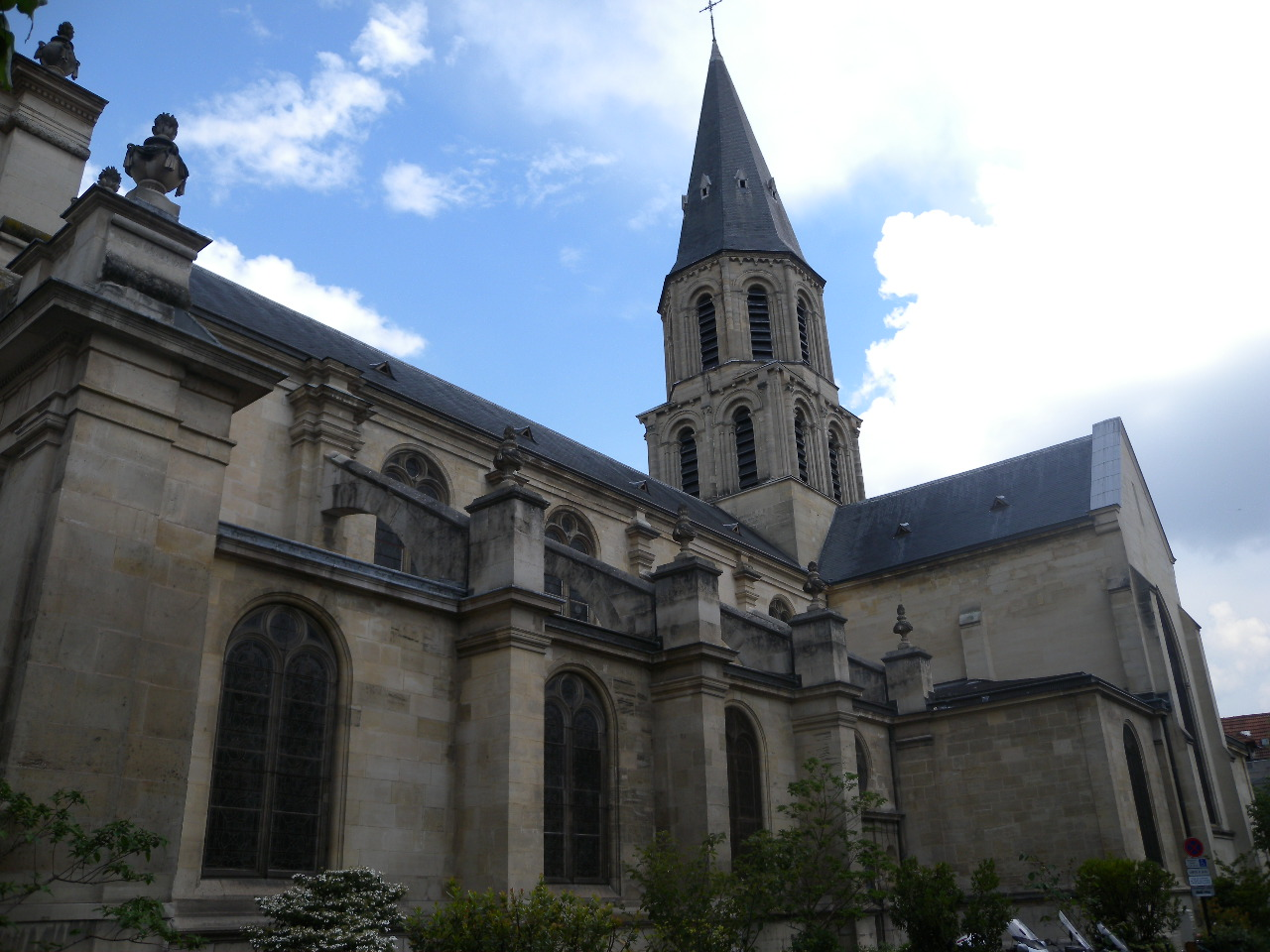
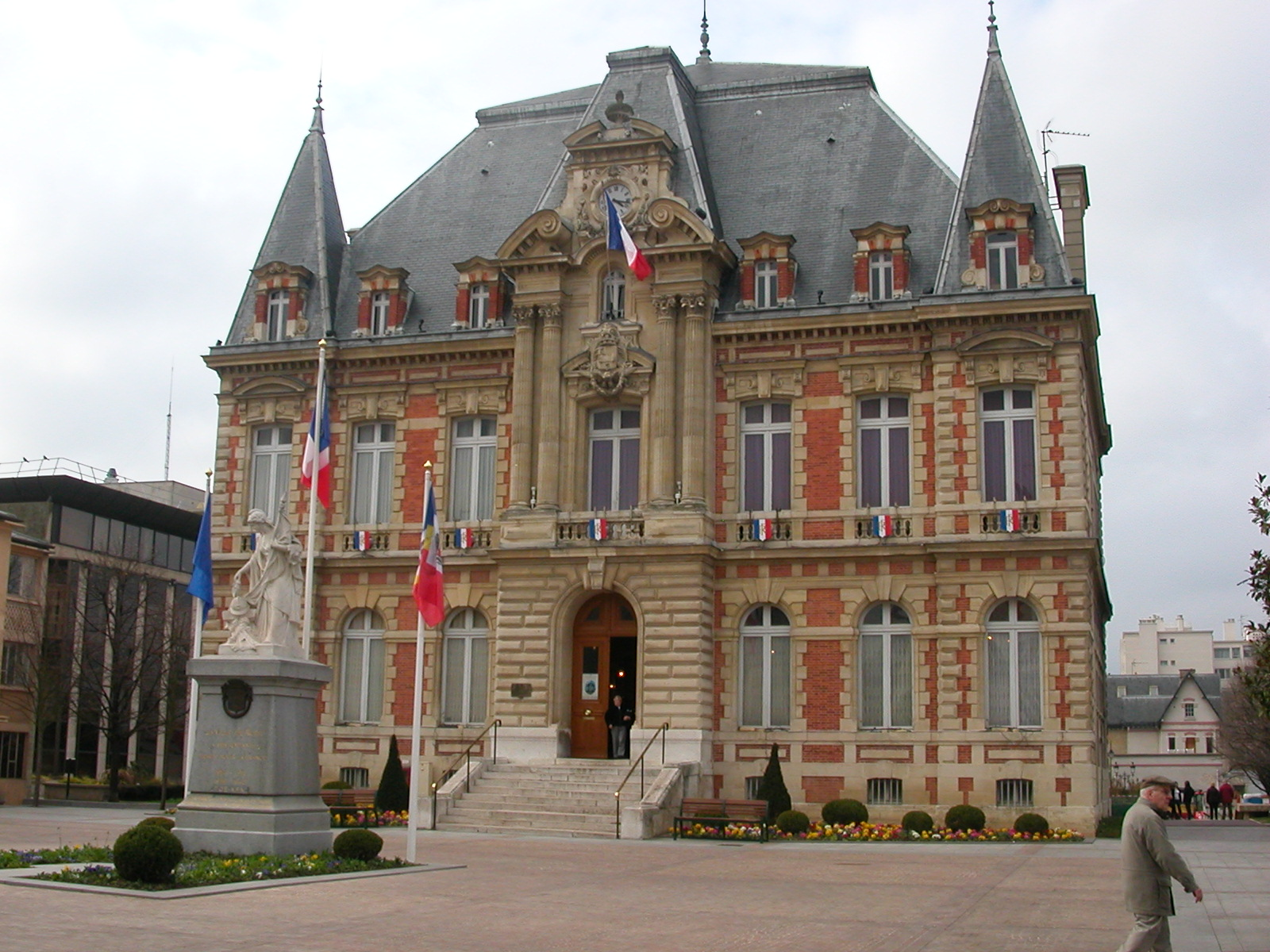